# Mislav Vrlić
Mislav Vrlić, hrvaški vaterpolist, * 4. april 1996, Rijeka, Hrvaška.
Igra za hrvaški vaterpolski klub Primorje iz Rijeke. Visok je 199 centimetrov, težak pa 110 kilogramov. Tudi njegov brat Josip je vaterpolist, ki igra za VK Jug CO.